# Качур Гаврило Васильович
Гаврило (Габор) Васильович Качур (нар. 11 березня 1954, Нове Давидково, Мукачівський район, Закарпатська область, УРСР) — радянський футболіст та український тренер угорського походження, захисник.

## Кар'єра гравця
Гаврило (Габор) Качур народився 11 березня 1954 року в селі Нове Давидково Мукачівського району Закарпатської області. Перший тренер — Михайло Лендєл. Вихованець «Метеора» (Мукачево).
Розпочав дорослу футбольну кар'єру в 1972 році виступами за дублюючий склад команди СКА (Ростов-на-Дону), в складі якого відзначився 1 голом. З 1973 по 1976 роки виступав у клубах СКА (Львів), СК «Луцьк», «Буковина» та «Карпати» (Львів).
У 1977 році перейшов до складу представника вищої ліги чемпіонату СРСР одеського «Чорноморець». Дебютував за одеську команду 2 квітня 1977 року в програному (0:1) домашньому матчі 1-го туру вищої ліги чемпіонату СРСР проти московського «Локомотива». Гаврило вийшов на поле в стартовому складі та відіграв увесь поєдинок. Дебютним голом за одеських «моряків» відзначився 31 травня 1977 року на 7-ій хвилині (реалізував пенальті) нічийного (2:2) домашнього поєдинку 7-го туру вищої ліги проти бакинського «Нефтчі». Качур вийшов на поле в стартовому складі та зіграв увесь матч. Протягом свого перебування в Одесі в чемпіонаті СРСР зіграв 54 матчі та відзначився 3-ма голами, ще 3 поєдинки провів у кубку СРСР.
У 1980 році перейшов до іншого представника Вищої ліги чемпіонату СРСР, бакинського «Нефтчі». Дебютував за команду 27 лютого 1980 року в переможному (3:0) домашньому матчі 5-ї групи кубку СРСР проти ленінградського «Динамо». Качур вийшов на поле на 76-ій хвилині, замінивши Аскера Абдуллаєва. Дебютний матч за азербайджанську команду в чемпіонаті СРСР зіграв 3 березня 1980 року у нічийному (0:0) домашньому матчі 1-го туру вищої ліги чемпіонату СРСР проти московського «Торпедо». Гаврило вийшов на поле в стартовому складі та зіграв увесь поєдинок. У футболці «Нефтчі» в чемпіонаті СРСР зіграв 10 матчів, ще 4 поєдинки провів у кубку СРСР.
З 1980 по 1982 року виступав у складі друголігового хмельницького «Поділля» (51 матч, 4 голи) та аматорського клубу «Урожай» (смт. Кольчино).
У 1982 році перейшов до львівських СКА-Карпат, які виступали в першій лізі чемпіонату СРСР. Дебютував за львівську команду 25 лютого 1982 року в нічийному (2:2) поєдинку 1-ї зони кубку СРСР проти ворошиловградської «Зорі». Качур вийшов на поле в стартовому складі, а на 53-ій хвилині його замінив Віктор Рафальчук. У чемпіонаті СРСР дебютував за львівських армійців 9 квітня 1982 року в програному (0:3) домашньому поєдинку 1-го туру першої ліги чемпіонату СРСР проти костромського «Спартака». Гаврило вийшов на поле в стартовому складі та відіграв увесь матч. Протягом своїх виступів у СКА-Карпати у першій лізі чемпіонату СРСР зіграв 32 матчі, ще 3 поєдинки провів у кубку СРСР.
З 1985 по 1986 роки виступав в аматорському клубі «Керамік» (Мукачево), а в 1988 році — в «Урожай» (смт. Кольчино) та «Приладист» (Мукачево).

## Кар'єра тренера
З 1992 року працював тренером, а з 1994 по 1995 роки — головним тренером клубу «Карпати» (Мукачево).

## Особисте життя
Його брат, Іван Васильович, також був професіональним футболістом. Виступав у командах «Карпати» (Мукачево), «Закарпаття» та «Буковина».